# Уйский собор
Свято-Троицкий (Уйский) собор — православный храм в городе Троицке Челябинской области, кафедральный собор Троицкой епархии Русской православной церкви. Объект культурного наследия России федерального значения.

## История

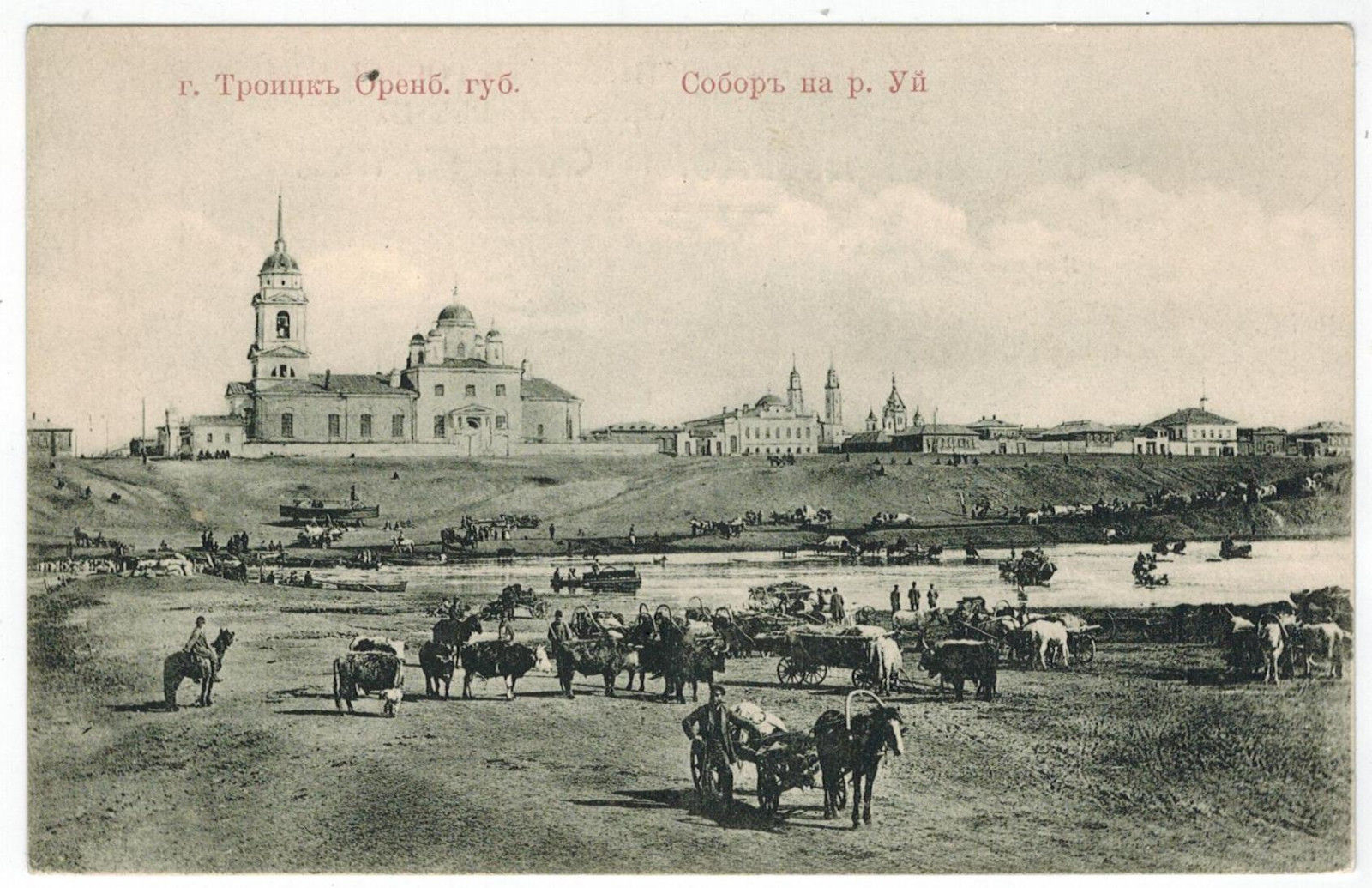
Собор на реке Уй. Открытка начала XX века (изд. А. Сосновского)

Храм посвящён Пресвятой Троице, то же название получила крепость, заложенная оренбургским генерал-губернатором Иваном Неплюевым в день праздника Троицы 22 мая 1743 года. Каменный храм на берегу реки Уй был заложен в 1754 году; строительство окончено в 1762-м. Первоначально собор был одноэтажным, четырёхстолпным, с четырьмя глухими барабанами по углам и центральным световым. Все барабаны имели шлемовидные главки. В 1820-е годы к собору пристроена колокольня в традициях классицизма и два придела: южный — во имя Успения Божией Матери и северный — во имя Николая Угодника. Во время пожара 1842 года храм сильно пострадал, но был значительно расширен при восстановлении. С западной стороны появилась колокольня в четыре яруса, над алтарём новый барабан с главкой, над трапезной — два барабана. Таким образом, собор стал девятиглавым.
В 1920-х годах с образованием Челябинской и Троицкой епархии Свято-Троицкий храм стал её кафедральным собором. Советские власти неоднократно пытались закрыть собор, и в 1940 году он был закрыт и осквернён: здание было приспособлено под общежитие рабочих. После пожара 1974 года из пяти глав остался лишь центральный барабан (без купола).
В 1997 году храм был возвращён Русской православной церкви, проведены реставрационные работы. В конце 2000 года были освящены два восстановленных придела: левый в честь преподобного Серафима Саровского, правый в честь Святых Царственных Страстотерпцев.